# Haut-Pirkanmaa
La sous-région du Haut-Pirkanmaa (finnois : Ylä-Pirkanmaan seutukunta) est une sous-région de Pirkanmaa en Finlande. 
Au niveau 1 (LAU 1 ) des unités administratives locales définies par l'union européenne elle porte le numéro 069.

## Municipalités
La sous-région du Haut-Pirkanmaa est composée des municipalités suivantes :
| Blason                   | Municipalité             |
| ------------------------ | ------------------------ |
| Juupajoen vaakuna        | Juupajoki (municipalité) |
| Ruoveden vaakuna         | Ruovesi (municipalité)   |
| Mänttä-Vilppulan vaakuna | Mänttä-Vilppula (ville)  |
| Virtain vaakuna          | Virrat (ville)           |

## Population
Depuis 1980, l'évolution démographique de la sous-région du Haut-Pirkanmaa, au périmètre du 1er janvier 2017, est la suivante:
| Année      | 1980   | 1985   | 1990   | 1995   | 2000   | 2005   | 2010   |
| ---------- | ------ | ------ | ------ | ------ | ------ | ------ | ------ |
| population | 33 901 | 33 122 | 31 859 | 30 667 | 29 028 | 27 455 | 26 059 |

## Politique
Les résultats de l'élection présidentielle finlandaise de 2018:
- Sauli Niinistö   63.6%
- Laura Huhtasaari   8.5%
- Paavo Väyrynen   7.8%
- Pekka Haavisto   6.2%
- Matti Vanhanen   5.4%
- Tuula Haatainen   4.8%
- Merja Kyllönen   3.4%
- Nils Torvalds   0.3%